# Ramón Rodríguez Chacín
Ramón Emilio Rodríguez Chacín (?, Santa Ana, Anzoátegui) ist ein venezolanischer Militär und Politiker.

## Leben
Rodríguez Chacín nahm am Militärputsch vom 27. November 1992 gegen Carlos Andrés Pérez teil. Er wurde festgenommen, aber im Jahr 1994 frühzeitig freigelassen.
Im Jahr 2002 ernannte Chávez ihn zum Innenminister. Im selben Jahr wurde er von einem anderen Militär, Diosdado Cabello, ersetzt. Im Jahr 2007 wurde er als Koordinator für die Verhandlungen zur Befreiung von Clara Rojas vom FARC eingesetzt.
2008 ernannte Chávez ihn wieder zum Minister für innere Angelegenheiten und Justiz. Er blieb aber in dieser Stelle nur einige Monate.
Rodríguez ist zurzeit ein Leiter der Sozialistischen Einheitspartei Venezuelas (PSUV). Er kandidierte für den Bundesstaat Guárico bei den Gouverneurswahlen von Dezember 2012 und wurde mit 74,7 % der Stimmen am 16. Dezember gewählt.

## Menschenrechte
Rodríguez Chacín kam im Jahr 2008 in die Schlagzeilen, als er in seiner Funktion als Innenminister erklärte, die Morde bei Schlachten zwischen Gangsters seien keine Gefahr für die Öffentlichkeit.
Die venezolanische Menschenrechtsorganisation PROVEA kritisiert, dass Chávez Rodríguez Chacín als Kandidat ausgewählt hat. Provea zufolge soll der frühere Militär in das Massaker von El Amparo verwickelt sein.
Die US-Regierung beschuldigt Rodríguez Chacín, die FARC unterstützt zu haben.